# Bianca Assis Barbosa Martins
Bianca Assis Barbosa Martins (1981) es una botánica, curadora y profesora brasileña.
En 2005, obtuvo el título de ingeniera agrónoma, por la Escuela Superior de Agricultura Luiz de Queiroz - ESALQ en la Universidad de São Paulo (USP); en 2008, defendió la tesis: Biología y Manejo de la maleza Borreria densiflora DC. de la maestría en agronomía, especialidad en fitotecnia, por la ESALQ-USP. En la Universidad Estatal de Oregón (UEO), prepara la tesis: Flujo genético, hibridación y polen mediado, entre trigo Clearfield y Aegilops cylindrica del doctorando, realizándola con la supervisión de Carol Mallory-Smith y co-orientada por Christopher Mundt.
En la UEO, es profesora responsable del Laboratorio de Manejo de Malezas, Departamento de Producción Vegetal y Edafología; enseñando unas 72 especies de malezas, 27 familias de plantas, formulación de herbicidas, tecnología de aplicado de herbicidas, síntomas herbicida en plantas.

## Algunas publicaciones
- WOO, HEE-JONG ; LIM, MYUNG-HO ; SHIN, KONG-SIK ; MARTINS, BIANCA ; LEE, BUM-KYU ; CHO, HYUN-SUK ; MALLORY-SMITH, CAROL A. 2013. Development of a chloroplast DNA marker for monitoring of transgene introgression in Brassica napus L. Biotechnology Letters p. 23690044
- MARTINS, B.A.B. ; CHRISTOFFOLETI, P.J. ; DIAS, C.T.S. ; CHAMMA, H.M.C.P. 2010. Germinação de Borreria densiflora var. latifolia sob condiçaos controladas de luz e temperatura. Planta Daninha 28: 301-307
- PEREZ-JONES, ALEJANDRO ; MARTINS, B. A. B. ; MALLORY-SMITH, CAROL A. 2010. Hybridization in a Commercial Production Field between Imidazolinone-Resistant Winter Wheat and Jointed Goatgrass (Aegilops cylindrica) Results in Pollen-Mediated Gene Flow of. Weed Sci. 58: 395-401
- MARTINS, B. A. B. ; CABRAL, ELSA LEONOR ; SOUZA, VINICIUS CASTRO ; CHRISTOFFOLETI, PEDRO JACOB. 2009. A new variety of the weed Borreria densiflora DC. (Rubiaceae). Weed Biol. and Management 9: 286-291
- CHRISTOFFOLETI, PEDRO J ; MARTINS, B. A. B. ; MOREIRA, MURILO S ; CARVALHO, SAUL JP ; FOLONI, LUIZ L ; GALLI, ANTONIO JB ; RIBEIRO, DANIELA N ; NICOLAI, MARCELO. 2008. Glyphosate sustainability in South American cropping systems. Pest Management Sci. 64: 422-427

## Membresías
- de la Sociedad Botánica del Brasil[5]
- de la International Association for Plant Taxonomy (IAPT)[1]